# 利西夫齊
48°51′11″N 25°49′13″E / 48.85306°N 25.82028°E
利西夫齊（烏克蘭語：Лисівці）是位於烏克蘭西部特諾皮爾州裏喬爾特基夫區的村莊，始建於1418年，面積19.8平方公里，人口1,724，人口密度每平方公里98.2人。